# La Vespière-Friardel
La Vespière-Friardel é uma comuna francesa na região administrativa da Normandia, no departamento de Calvados. Estende-se por uma área de 18,04 km². Em 2010 a comuna tinha 1 211 habitantes (densidade: 67,1 hab./km²).
A municipalidade foi estabelecida em 1 de janeiro de 2016 e consiste na fusão das antigas comunas de La Vespière e Friardel.